# Bonifacio I de Toscana
Bonifacio I (muerto en 823) fue nombrado gobernador de Italia por Carlomagno después de la muerte del rey Pipino. Fue el Conde y el duque de Lucca y, a veces se le considera el primer Margrave de la Toscana debido a los diversos condados que reunió: Pisa, Pistoia, Volterra y Luni. Él fue mencionado por primera vez en marzo 812.
Dejó un hijo, Bonifacio , que se convirtió en Margrave de la Toscana y otro llamado Berard, quien ayudó a su hermano en la defensa de Córcega. Su única hija, Richilda, se convirtió en abadesa de SS. Benedetto E Escolástica en Lucca.
| Predecesor: Bernardo I de Italia | Margrave de Toscana 812-823 | Sucesor: Bonifacio II de Toscana |

- Datos: Q2178216